# Inmaculada (canción)
«Inmaculada» es la canción número 5 del Álbum Una Rosa Blu de la Cantante Mexicana Gloria Trevi esta canción también es el sencillo número Cinco de su álbum y el número 3 de la Reedición.
Esta canción serviría como la promoción del Abuso a la Mujer tanto Sexual, como emocional.

## Historia
La canción fue escrita por Gustavo Velázquez, esta letra habla sobre una violación y un ataque emocional a una mujer, habla de como es la infancia de una niña violada y como esto afecta su vida. más adelante la canción dice que le dieron Vida.
esto quiere decir que Está embarazada, muy inconscientemente Gloria Asegura que al Inicir el Primer Coro y El Segundo en su cabeza ella imagino a una Mujer que venia del cielo, como un ángel. 
Cuando escuche la canción por primera vez se me enchino la piel porque esta canción es un regalo para ti mujer que fuiste masacrada o para ti hombre que fuiste ignorado, quiero que sepas que siempre serás inmaculada porque eres santa.

## Promoción
La promoción de esta canción inicio en el mes de noviembre la campaña contra el Abuso a la Mujer de Gloria Trevi con esta canción el ambiente Gay la apoyó al máximo pues varios se lograron identificar con dicha letra y la pasión. La campaña que inició con esta canción fue para el apoyo a las mujeres.